# 4e étape du Tour d'Espagne 2006
Pour un article plus général, voir Tour d'Espagne 2006.
La 4e étape du Tour d'Espagne 2006 a eu lieu le 29 août 2006 entre la ville d'Almendralejo et celle de Cáceres sur une distance de 142 km. Elle a été remportée par l'Allemand Erik Zabel (Milram) devant le Norvégien Thor Hushovd (Crédit agricole), leader du classement général, et le Français Jean-Patrick Nazon (AG2R Prévoyance). Hushovd conserve son maillot or de leader du classement général au terme de l'étape.

## Profil et parcours
Une étape de seulement 142 kilomètres pour l'étape en ligne la plus courte de ce Tour d'Espagne. Aucune difficulté sur un parcours totalement plat. Une étape dédiée aux sprinteurs. Les deux sprints intermédiaires sont situés à Garrovilla (km 39) et Puebla de Obando (km 90).

## Déroulement

### Récit
C'est Erik Zabel qui l'emporte au sprint, alors que le Norvégien Thor Hushovd termine pour la 3e étape consécutive à la seconde place et consolide ainsi sa première place au classement général. Comme lors de la première étape en ligne de cette Vuelta, un seul homme a ouvert la route : Raul Garcia de Mateo, avant d'être repris à 10 kilomètres de la fin. 

### Points distribués
| Premier   | Raúl García de Mateos Espagne | 4 pts |
| Second    | Thor Hushovd Norvège          | 2 pts |
| Troisième | Stuart O'Grady Australie      | 1 pts |

| Premier   | Raúl García de Mateos Espagne | 4 pts |
| Second    | Thor Hushovd Norvège          | 2 pts |
| Troisième | Stuart O'Grady Australie      | 1 pts |

## Classement de l'étape
| \| Classement de l'étape \| Classement de l'étape \| Classement de l'étape \| Classement de l'étape \| Classement de l'étape \| \| Coureur \| Coureur \| Pays \| Équipe \| Temps \| \| --------------------- \| --------------------- \| --------------------- \| --------------------- \| --------------------- \| \| 1er \| Erik Zabel \| Allemagne \| Team Milram \| 3 h 24 min 46 s \| \| 2e \| Thor Hushovd \| Norvège \| Crédit Agricole \| + 0 s \| \| 3e \| Jean-Patrick Nazon \| France \| AG2R Prévoyance \| + 0 s \| \| 4e \| Stuart O'Grady \| Australie \| CSC \| + 0 s \| \| 5e \| Francisco Ventoso \| Espagne \| Saunier Duval-Prodir \| + 0 s \| \| 6e \| Bernhard Eisel \| Autriche \| La Française des jeux \| + 0 s \| \| 7e \| André Greipel \| Allemagne \| T-Mobile \| + 0 s \| \| 8e \| Paolo Bettini \| Italie \| Quick Step-Innergetic \| + 0 s \| \| 9e \| Robbie McEwen \| Australie \| Davitamon-Lotto \| + 0 s \| \| 10e \| Luca Paolini \| Italie \| Liquigas \| + 0 s \| |                    |           |                       |                 |
| |                    |           |                       |                 |
| |                    |           |                       |                 |
| Classement de l'étape |                    |           |                       |                 |
| Coureur | Coureur            | Pays      | Équipe                | Temps           |
| 1er | Erik Zabel         | Allemagne | Team Milram           | 3 h 24 min 46 s |
| 2e | Thor Hushovd       | Norvège   | Crédit Agricole       | + 0 s           |
| 3e | Jean-Patrick Nazon | France    | AG2R Prévoyance       | + 0 s           |
| 4e | Stuart O'Grady     | Australie | CSC                   | + 0 s           |
| 5e | Francisco Ventoso  | Espagne   | Saunier Duval-Prodir  | + 0 s           |
| 6e | Bernhard Eisel     | Autriche  | La Française des jeux | + 0 s           |
| 7e | André Greipel      | Allemagne | T-Mobile              | + 0 s           |
| 8e | Paolo Bettini      | Italie    | Quick Step-Innergetic | + 0 s           |
| 9e | Robbie McEwen      | Australie | Davitamon-Lotto       | + 0 s           |
| 10e | Luca Paolini       | Italie    | Liquigas              | + 0 s           |

## Classement général
Avec une nouvelle deuxième place à l'arrivée de l'étape, le Norvégien Thor Hushovd (Crédit agricole) conserve le maillot or de leader du classement général. Grâce notamment au bonifications, il devance le vainqueur de l'étape l'Allemand Erik Zabel (Milram) et l'Australien Stuart O'Grady (CSC) de 27 secondes.
| \| Classement général \| Classement général \| Classement général \| Classement général \| Classement général \| \| Coureur \| Coureur \| Pays \| Équipe \| Temps \| \| ------------------ \| ------------------ \| ------------------ \| --------------------- \| ------------------ \| \| 1er \| Thor Hushovd \| Norvège \| Crédit Agricole \| 11 h 34 min 59 s \| \| 2e \| Erik Zabel \| Allemagne \| Team Milram \| + 27 s \| \| 3e \| Stuart O'Grady \| Australie \| CSC \| + 27 s \| \| 4e \| Francisco Ventoso \| Espagne \| Saunier Duval-Prodir \| + 32 s \| \| 5e \| Paolo Bettini \| Italie \| Quick Step-Innergetic \| + 34 s \| \| 6e \| Kurt Asle Arvesen \| Norvège \| CSC \| + 39 s \| \| 7e \| Lars Bak \| Danemark \| CSC \| + 39 s \| \| 8e \| Nicki Sørensen \| Danemark \| CSC \| + 39 s \| \| 9e \| Marcus Ljungqvist \| Suède \| CSC \| + 39 s \| \| 10e \| Carlos Sastre \| Espagne \| CSC \| + 39 s \| |                   |           |                       |                  |
| |                   |           |                       |                  |
| |                   |           |                       |                  |
| Classement général |                   |           |                       |                  |
| Coureur | Coureur           | Pays      | Équipe                | Temps            |
| 1er | Thor Hushovd      | Norvège   | Crédit Agricole       | 11 h 34 min 59 s |
| 2e | Erik Zabel        | Allemagne | Team Milram           | + 27 s           |
| 3e | Stuart O'Grady    | Australie | CSC                   | + 27 s           |
| 4e | Francisco Ventoso | Espagne   | Saunier Duval-Prodir  | + 32 s           |
| 5e | Paolo Bettini     | Italie    | Quick Step-Innergetic | + 34 s           |
| 6e | Kurt Asle Arvesen | Norvège   | CSC                   | + 39 s           |
| 7e | Lars Bak          | Danemark  | CSC                   | + 39 s           |
| 8e | Nicki Sørensen    | Danemark  | CSC                   | + 39 s           |
| 9e | Marcus Ljungqvist | Suède     | CSC                   | + 39 s           |
| 10e | Carlos Sastre     | Espagne   | CSC                   | + 39 s           |

## Classements annexes
| Classement par points | Classement par points | Classement par points | Classement par points | Classement par points |
| Coureur               | Coureur               | Pays                  | Équipe                | Points                |
| --------------------- | --------------------- | --------------------- | --------------------- | --------------------- |
| 1er                   | Thor Hushovd          | Norvège               | Crédit Agricole       | 68 pts                |
| 2e                    | Francisco Ventoso     | Espagne               | Saunier Duval-Prodir  | 47 pts                |
| 3e                    | Erik Zabel            | Allemagne             | Team Milram           | 45 pts                |
| 4e                    | Paolo Bettini         | Italie                | Quick Step-Innergetic | 35 pts                |
| 5e                    | Stuart O'Grady        | Australie             | CSC                   | 35 pts                |

| Classement par points | Classement par points | Classement par points | Classement par points | Classement par points |
| Coureur               | Coureur               | Pays                  | Équipe                | Points                |
| --------------------- | --------------------- | --------------------- | --------------------- | --------------------- |
| 1er                   | Thor Hushovd          | Norvège               | Crédit Agricole       | 68 pts                |
| 2e                    | Francisco Ventoso     | Espagne               | Saunier Duval-Prodir  | 47 pts                |
| 3e                    | Erik Zabel            | Allemagne             | Team Milram           | 45 pts                |
| 4e                    | Paolo Bettini         | Italie                | Quick Step-Innergetic | 35 pts                |
| 5e                    | Stuart O'Grady        | Australie             | CSC                   | 35 pts                |

| Classement de la montagne | Classement de la montagne | Classement de la montagne | Classement de la montagne | Classement de la montagne |
| Coureur                   | Coureur                   | Pays                      | Équipe                    | Points                    |
| ------------------------- | ------------------------- | ------------------------- | ------------------------- | ------------------------- |
| 1er                       | Mario de Sárraga          | Espagne                   | Relax-GAM                 | 18 pts                    |
| 2e                        | David de la Fuente        | Espagne                   | Saunier Duval-Prodir      | 6 pts                     |
| 3e                        | Benoît Joachim            | Luxembourg                | Discovery Channel         | 6 pts                     |
| 4e                        | José Antonio Garrido      | Espagne                   | Quick Step-Innergetic     | 6 pts                     |
| 5e                        | Rubén Pérez               | Espagne                   | Euskaltel-Euskadi         | 5 pts                     |

| Classement de la montagne | Classement de la montagne | Classement de la montagne | Classement de la montagne | Classement de la montagne |
| Coureur                   | Coureur                   | Pays                      | Équipe                    | Points                    |
| ------------------------- | ------------------------- | ------------------------- | ------------------------- | ------------------------- |
| 1er                       | Mario de Sárraga          | Espagne                   | Relax-GAM                 | 18 pts                    |
| 2e                        | David de la Fuente        | Espagne                   | Saunier Duval-Prodir      | 6 pts                     |
| 3e                        | Benoît Joachim            | Luxembourg                | Discovery Channel         | 6 pts                     |
| 4e                        | José Antonio Garrido      | Espagne                   | Quick Step-Innergetic     | 6 pts                     |
| 5e                        | Rubén Pérez               | Espagne                   | Euskaltel-Euskadi         | 5 pts                     |

| Classement du combiné | Classement du combiné | Classement du combiné | Classement du combiné           | Classement du combiné |
| Coureur               | Coureur               | Pays                  | Équipe                          | Points                |
| --------------------- | --------------------- | --------------------- | ------------------------------- | --------------------- |
| 1er                   | David de la Fuente    | Espagne               | Saunier Duval-Prodir            | 30 pts                |
| 2e                    | Enrico Franzoi        | Italie                | Lampre-Fondital                 | 102 pts               |
| 3e                    | Hervé Duclos-Lassalle | France                | Cofidis-Le Crédit par Téléphone | 144 pts               |
| 4e                    | Mario de Sárraga      | Espagne               | Relax-GAM                       | 198 pts               |

| Classement du combiné | Classement du combiné | Classement du combiné | Classement du combiné           | Classement du combiné |
| Coureur               | Coureur               | Pays                  | Équipe                          | Points                |
| --------------------- | --------------------- | --------------------- | ------------------------------- | --------------------- |
| 1er                   | David de la Fuente    | Espagne               | Saunier Duval-Prodir            | 30 pts                |
| 2e                    | Enrico Franzoi        | Italie                | Lampre-Fondital                 | 102 pts               |
| 3e                    | Hervé Duclos-Lassalle | France                | Cofidis-Le Crédit par Téléphone | 144 pts               |
| 4e                    | Mario de Sárraga      | Espagne               | Relax-GAM                       | 198 pts               |

| Classement par équipes | Classement par équipes         | Classement par équipes | Classement par équipes |
| Équipe                 | Équipe                         | Pays                   | Temps                  |
| ---------------------- | ------------------------------ | ---------------------- | ---------------------- |
| 1re                    | CSC                            | Danemark               | 40 h 31 min 42 s       |
| 2e                     | Caisse d'Épargne-Illes Balears | Espagne                | + 7 s                  |
| 3e                     | Team Milram                    | Italie                 | + 8 s                  |
| 4e                     | Discovery Channel              | États-Unis             | + 9 s                  |
| 5e                     | T-Mobile                       | Allemagne              | + 11 s                 |

| Classement par équipes | Classement par équipes         | Classement par équipes | Classement par équipes |
| Équipe                 | Équipe                         | Pays                   | Temps                  |
| ---------------------- | ------------------------------ | ---------------------- | ---------------------- |
| 1re                    | CSC                            | Danemark               | 40 h 31 min 42 s       |
| 2e                     | Caisse d'Épargne-Illes Balears | Espagne                | + 7 s                  |
| 3e                     | Team Milram                    | Italie                 | + 8 s                  |
| 4e                     | Discovery Channel              | États-Unis             | + 9 s                  |
| 5e                     | T-Mobile                       | Allemagne              | + 11 s                 |